# فانغ دان
فانغ دان (بالصينية: 方丹) هي حكمة التزلج على الجليد ‏ صينية، ولدت في 20 مارس 1985 في كيكيهار في الصين.

## وصلات خارجية
- فانغ دان على موقع الاتحاد الدولي للتزلج (الإنجليزية)